# Tricholosporum goniospermum
Tricholosporum goniospermum là một loài nấm trong họ Tricholomataceae, và là loài điển hình của chi Tricholosporum. Ban đầu được Giacomo Bresadola miêu tả khoa học năm 1881 như là Tricholoma goniospermum, nó được chuyển sang chi Tricholosporum, do nhà nấm học người Mexico là Gaston Guzman thiết lập năm 1975. Nhưng như được chỉ ra trong bài báo năm 1982 của Tim Baroni, việc dịch chuyển này là không hợp lệ, "do dẫn chiếu đầy đủ tới các tác giả và các bài viết gốc về các danh pháp đồng nghĩa gốc đã không được đưa ra". Baroni đã làm cho tổ hợp tên gọi mới trở thành chính thức trong bài viết của ông.